# Technische Voorlichtingen
Technische Voorlichtingen (TV) zijn publicaties van het Wetenschappelijk en Technische Centrum voor het Bouwbedrijf, die in België als leidraad dienen voor het uitvoering van werken in diverse domeinen van de bouwkunde. Ze worden vooral gebruikt door aannemers, ingenieurs en architecten en worden opgesteld onder leiding van de Technische Comités van het WTCB, waarin de Belgische bouwondernemingen vertegenwoordigd zijn.
Ze behandelen diverse onderwerpen, waaronder installatietechniek, isolatie, ruwbouw, etc. en worden aangeduid met hun nummer, voorafgegaan door TV (vb. TV 223). Er zijn meer dan 260 Technische Voorlichtingen.
Technische voorlichtingen zijn gratis te consulteren voor de statutaire leden van het WTCB.